# تونس في الألعاب البارالمبية الصيفية 2024
تونس في الألعاب ابارالمبية الصيفية 2024- شاركت تونس في دورة الألعاب البارالمبية الصيفية 2024م، والتي أقيمت في باريس بفرنسا في الفترة من 28 أغسطس إلى 8 سبتمبر 2024. وشاركت ونس قي الدورة من خلال (30) لاعب ولاعبة( 17 من الرجال و13 من السيدات)، يتنافسون في (4) رياضات مختلفة، وقد استطاع هؤلاء اللاعبين الحصول علي (11) ميدالية مختلفة ، خمس ميداليات منها ذهبية ، وثلاث ميداليات فضية ، وثلاث ميداليات برونزية، وهو ما أهل ونس لاحتلال المركز (27) في جدول ترتيب الميداليات.

## الحائزون على الميداليات
| Medal   | Name             | Sport       | Event                    |
| ------- | ---------------- | ----------- | ------------------------ |
| ذهبية   | روعة التليلي     | ألعاب القوى | رمي الجلة - نساء فئة F41 |
| ذهبية   | مروة البراهمي    | ألعاب القوى | رمي الصولجان نساء F32    |
| ذهبية   | روعة التليلي     | ألعاب القوى | رمي القرص نساء F41       |
| ذهبية   | أمين الله تيساوي | ألعاب القوى | سباق 1500 متر رجال T38   |
| ذهبية   | وجدي البوكحيلي   | ألعاب القوى | ماراثون رجال T12         |
| فضية    | رؤي جبابلي       | ألعاب القوى | سباق 1500 متر رجال T13   |
| فضية    | وليد كتيلة       | ألعاب القوى | سباق 100 متر رجال T34    |
| فضية    | أحمد بن مصلح     | ألعاب القوى | رمي الجلة رجال F37       |
| برونزية | رجا الجبالي      | ألعاب القوى | رمي الجلة نساء F40       |
| برونزية | رؤي جبابلي       | ألعاب القوى | سباق 400 متر رجال T12    |
| برونزية | أمين الله تيساوي | ألعاب القوى | سباق 400 متر رجال T37    |

## المتنافسون
وفيما يلي قائمة بأعداد المتنافسين في الألعاب.
| رياضة          | الرجال | السيدات | المجموع |
| -------------- | ------ | ------- | ------- |
| ألعاب القوى    | 13     | 12      | 25      |
| بوكيا          | 2      | 1       | 3       |
| تجديف          | 1      | 0       | 1       |
| الباراترياثلون | 1      | 0       | 1       |
| المجموع        | 17     | 13      | 30      |

## ألعاب القوى
وقد حجز رياضيو ألعاب القوى التونسيين أماكنهم في دورة الألعاب البارالمبية التي أقيمت في باريس، بناءً على نتائجهم في بطولة العالم 2023 ، أو بطولة العالم 2024 ، أو من خلال الأداء العالي، طالما أنهم يستوفون معيار الدخول الأدنى (MES).

## أحداث المضمار والطريق
| الرياضي          | الحدث                                                                  | البداية | البداية | النهائي    | النهائي  |
| الرياضي          | الحدث                                                                  | النتيجة | Rank    | النتيجة    | Rank     |
| ---------------- | ---------------------------------------------------------------------- | ------- | ------- | ---------- | -------- |
| رؤي جبابلي       | 400 متر رجال - T12                                                     | 48.82   | 1 Q     | 49.56      | الثالث   |
| رؤي جبابلي       | 1500 متر رجال- T13                                                     | —       | —       | 3:44.67 AR | الثاني   |
| وليد كتيلة       | 100 متر رجال - T34                                                     | 15.09   | 2 Q     | 15.14      | الثاني   |
| وليد كتيلة       | 800 متر رجال -T34                                                      | 1:44.60 | 1 Q     | 1:41.07    | 5        |
| محمد نضال خليفي  | 100 متر رجال - T53                                                     | 15.60   | 3 Q     | 15.50      | 7        |
| محمد نضال خليفي  | 400 متر رجال- T53                                                      | 52.01   | 5       | لم يتقدم   | لم يتقدم |
| محمد نضال خليفي  | 800 متر رجال - T53                                                     | —       | —       | 1:42.50    | 8        |
| ياسين الغربي     | 400 متر رجال- T54                                                      | 46.23   | 3 Q     | 45.99      | 5        |
| ياسين الغربي     | 800 متر رجال- T54                                                      | 1:36.30 | 4       | لم يتقدم   | لم يتقدم |
| ياسين الغربي     | 1500 متر رجال- T54                                                     | 2:57.48 | 4 Q     | 2:54.27    | 8        |
| بشير أقوبي       | 1500 متر رجال-T46                                                      | —       | —       | 4:09.72    | 13       |
| أمين الله تيساوي | ألعاب القوى في الألعاب البارالمبية الصيفية 2024 – سباق 400 متر للرجال  | 51.59   | 1 Q     | 50.50 AR   | الثالث   |
| أمين الله تيساوي | ألعاب القوى في الألعاب البارالمبية الصيفية 2024 – سباق 1500 متر للرجال | —       | —       | 4:12.91    | الأول    |
| وجدي البوكحيلي   | ماراثون رجال- T12 ‏                                                     | —       | —       | 2:22:05    | الأول    |
| حاتم نصر الله    | ماراثون رجال- T12 ‏                                                     | —       | —       | 2:27:58    | 5        |
| ندى الباهي       | 400 متر نساء- T37                                                      | —       | —       | 1:11.52    | 7        |
| سمية بوسعيد      | 1500 متر نساء- T13                                                     | —       | —       | 4:34.87    | 5        |

## أحداث الميدان
| الرياضي           | الحدث                                                              | النهائي  | النهائي |
| الرياضي           | الحدث                                                              | المسافة  | الموضع  |
| ----------------- | ------------------------------------------------------------------ | -------- | ------- |
| محمد فرحات شيدة   | القفز الطويل رجال- T38                                             | 6.00     | 7       |
| وسيم صالحي        | ألعاب القوى في الألعاب البارالمبية الصيفية 2024 – رمي الجلة للرجال | 7.85     | 9       |
| وسيم صالحي        | رمي الصولجان رجال F32 ‏                                             | 33.24    | 7       |
| أسامة ساسي        | ألعاب القوى في الألعاب البارالمبية الصيفية 2024 – رمي الجلة للرجال | 10.43    | 7       |
| ياسين القنيشي     | ألعاب القوى في الألعاب البارالمبية الصيفية 2024 – رمي الجلة للرجال | 15.84    | 4       |
| أحمد بن مصلح      | ألعاب القوى في الألعاب البارالمبية الصيفية 2024 – رمي الجلة للرجال | 15.40    | الثاني  |
| روعة التليلي      | رمي القرص سيدات- F41                                               | 36.55    | الأول   |
| روعة التليلي      | رمي الجلة سيدات- F41                                               | 10.40    | الأول   |
| سمر بن كعلاب      | رمي القرص سيدات- F41                                               | 28.63 PB | 5       |
| سمر بن كعلاب      | رمي الجلة سيدات- F41                                               | 8.56     | 6       |
| فتحية عمايمية     | رمي القرص سيدات- F41                                               | 27.37    | 8       |
| سعيدة نايلي       | ألعاب القوى في الألعاب البارالمبية الصيفية 2024 – رمي الجلة للنساء | 4.80     | 11      |
| مروة البراهمي     | ألعاب القوى في الألعاب البارالمبية الصيفية 2024 – رمي الجلة للنساء | 5.81     | 8       |
| مروة البراهمي     | رمي الصولجان سيدات- F32                                            | 29.00 WR | الأول   |
| سوسن بن مبارك     | ألعاب القوى في الألعاب البارالمبية الصيفية 2024 – رمي الجلة للنساء | 6.93     | 7       |
| سوسن بن مبارك     | رمي الرمح سيدات- F34 ‏                                              | 14.97    | 9       |
| يسري بن جمعة      | رمي الرمح سيدات- F34 ‏                                              | 17.20    | 4       |
| رجا جبالي         | ألعاب القوى في الألعاب البارالمبية الصيفية 2024 – رمي الجلة للنساء | 8.66     | الثالث  |
| نورهان بلحاج سالم | ألعاب القوى في الألعاب البارالمبية الصيفية 2024 – رمي الجلة للنساء | 7.80     | 7       |
| جيهان عزايز       | ألعاب القوى في الألعاب البارالمبية الصيفية 2024 – رمي الجلة للنساء | 11.01    | 6       |

## رياضة البوتشيا
شاركت تونس بثلاثة رياضيين في دورة الألعاب البارالمبية 2024م، وذلك بحكم نتيجتهم كأعلى دولة مرتبة في بطولة أفريقيا الإقليمية 2023 في القاهرة ، وهو ما يمثل أول مشاركة لونس في هذه الرياضة.   
| الرياضي                               | الحدث              | Pool matches                    | Pool matches                 | Pool matches                  | Pool matches     | Pool matches     | Pool matches | Semifinals       | Final / BM       | Final / BM      |
| الرياضي                               | الحدث              | Opposition Score                | Opposition Score             | Opposition Score              | Opposition Score | Opposition Score | Rank         | Opposition Score | Opposition Score | Rank            |
| ------------------------------------- | ------------------ | ------------------------------- | ---------------------------- | ----------------------------- | ---------------- | ---------------- | ------------ | ---------------- | ---------------- | --------------- |
| مها عون الله                          | فردي سيدات-l BC1   | Basic (كرواتيا) · L 0-19        | Zhang (الصين) · L 0-19       | —                             | —                | —                | 3            | Did not advance  | Did not advance  | Did not advance |
| عايد بن يوب                           | فردي رجال-BC2      | Saehgampa (تايلاند) · L 1–13    | Rombouts (بلجيكا) · L 0-7    | Seo (كوريا الجنوبية) · W 6-4  | —                | —                | 3            | Did not advance  | Did not advance  | Did not advance |
| أشرف التايحي                          | فردي رجال-BC2      | Santos (البرازيل) · L 0–8 (DNS) | Levi (إسرائيل) · L 0–8 (DNS) | Dekker (هولندا) · L 0–8 (DNS) | —                | —                | 4            | Did not advance  | Did not advance  | Did not advance |
| أشرف التايحي عايد بن يوب مها عون الله | فريق مختلط BC1–BC2 | كوريا الجنوبية · L 1-19         | اليابان · L 1-11             | —                             | —                | —                | 3            | Did not advance  | Did not advance  | Did not advance |

## رياضة الباراتريثلون
الرجال
| رياضي     | فصل                                | السباحة | ت1   | دراجة | ت2   | يجري  | وقت     | رتبة |
| رياضي     | فصل                                | السباحة | ت1   | ل1    | ت2   | ل1    | وقت     | رتبة |
| --------- | ---------------------------------- | ------- | ---- | ----- | ---- | ----- | ------- | ---- |
| فتحي زوخي | بطولة العالم لسباقات التحمل للرجال | 13:29   | 1:16 | 37:26 | 0:51 | 12:47 | 1:05:49 | 7    |

## تجديف
تأهلت تونس بقارب واحد في فئات القوارب الفردية للرجال، وذلك من خلال فوزها بسباق التصفيات القارية الأفريقية لعام 2023م في تونس العاصمة. 
| رياضي       | حدث                              | تسخينات  | تسخينات | إعادة المباراة    | إعادة المباراة    | أخير     | أخير     |
| رياضي       | حدث                              | وقت      | رتبة    | وقت               | رتبة              | وقت      | رتبة     |
| ----------- | -------------------------------- | -------- | ------- | ----------------- | ----------------- | -------- | -------- |
| ماهر رحماني | قوارب التجديف الفردية للرجال PR1 | 10:07.38 | 5 ر     | نظام اسم النطاق\| | نظام اسم النطاق\| | لم يتقدم | لم يتقدم |